# トータル・アクセス・コミュニケーション
トータル・アクセス・コミュニケーション公開株式会社（英語: Total Access Communication Public Company Limited, タイ語: บริษัท โทเทิ่ล แอ็คเซ็ส คอมมูนิเคชั่น จำกัด, 略称DTAC)は、タイの移動通信事業会社であり、同国ではアドバンスト・インフォ・サービスについで業界第2位である。ノルウェーの移動通信事業会社であるtelenor傘下。1989年8月に設立。
同社のプリペイド型のSIMカードはHappyのブランドで販売されている。